# Film (glazbeni sastav)
Film je hrvatski rock sastav iz Zagreba, osnovan 1979. godine.
Već nakon prvih nastupa skupina postaje vrlo popularna klupska novovalna atrakcija. Nakon pobjede sa skladbom "Neprilagođen" na 'Omladinskom festivalu' u Subotici, postižu veliku popularnost na području bivše Jugoslavije.

## Povijest sastava
Nakon što su se razišli s Branimirom Štulićem i sastavom Azra, Marino Pelajić (bas-gitara), Mladen Juričić (gitara), Branko Hromatko (bubnjevi) i Jurislav Stublić (vokal), 1979. godine u Zagrebu osnivaju sastav 'Šporko šalaporko i njegove žaluzine' (po jednoj priči iz lista 'Polet'), ali ga ubrzo mijenjaju u Film. Ubrzo im se pridružuje Jurij Novoselić (Kuzma Videosax) na saksofonu. Sastav Film je i prije objavljenoga materijala bio popularan kao novovalna klupska atrakcija. Juri Stubliću otac je bio operni pjevač, pa je već kao dijete stekao određeno iskustvo na sceni.

### Vrijeme festivala
Prvu veću popularnost postižu u jesen 1980. godine nakon pobjede sa skladbom "Neprilagođen", koju su izveli na 'Omladinskom festivalu' u Subotici. Također su nastupali kao predgrupa na turneji Lene Lovicha na prostoru bivše Jugoslavije. Prvi singl "Kad si mlad"/"Zajedno" objavili su 1980. godine za izdavača Suzy, a njegov izlazak kasnio je godinu dana zbog slike iz filma Barbarela, koju su željeli na omotu.
Veliku popularnost dobivaju nakon koncerta održanog u beogradskom 'Domu omladine' 1. siječnja 1981. godine, pod nazivom "Pozdrav iz Zagreba'. U to vrijeme s njima je povremeno nastupao glazbeni rock kritičar Dražen Vrdoljak, koji je svirao organu, a s njima je nastupio i na Omladinskom festivalu u Subotici 1981. godine. Na festivalu su nastupili kao prošlogodišnji pobjednici i izazvali su prave ovacije publike koja se u velikom broju okupila pred scenom.
U to vrijeme dok sviraju po festivalima ostvaruju prijateljski odnos s članovima sastava Idoli, s kojima zajedno u ljeto 1981. godine kreću na turneju po Jadranskoj obali. u to vrijeme diskografska kuća Jugoton objavljuje koncertni mini LP Filma i Idola.

### Prvi album
Prvi studijski album Novo!Novo!Novo! Još jučer samo na filmu a sada i u vašoj glavi, objavljuju 1981. godine u nakladi izdavačke kuće Helidon. Producent je bio Boris Bele iz slovenskog rock sastava Buldožer, dok je autor kompletnog materijala Jura Stublić.
Krajem godine dolazi do nesuglasica oko koncepcije za novi album između Jure Stublića i ostalih članova sastava, što je dovelo do dvomjesečnog zastoja u snimanju materijala. Nakon što su uspjeli doći do dogovora, objavljuju album Zona sumraka, na kojemu se nalaze depresivne skladbe inspirirane tadašnjim redukcijama struje.
1983. godine Marino Pelajić odlazi na odsluženje vojnoga roka, a ubrzo i Jurčić odlazi u vojsku, te Marina zamjenjuje Mladen Žunjić, a Maxa Jurčića Robert Krkač iz sastava Drugi način. Album Sva čuda svijeta sadrži skladbu "Mi nismo sami", koju su zajedno s Filmom snimili i članovi švedske skupine pod nazivom 'Have You Ever'.
1985. godine iz vojske su se vratili Pelajić i Jurčić i iste godine s novim bubnjarom Draženom Šolcom snimaju novi materijal za njihov sljedeći album Signali u noći. Produkciju su radili sami zajedno s Nickom Van Edeom. Na snimanju je nastupilo nekoliko glazbenih gostiju, a neki od njih su Massimo Savić (gitara, prateći vokali), Davor Slamnig (gitara), Ljerka Šimara (harfa), Nikola Santro (trombon) i drugi. U isto vrijeme dok su svirali s Filmom Jurčić, Stančić i Pelajić osnovali su skupinu Le Cinema, s kojom su izvodili strane uspješnice punka i novog vala (Ramones, Blondie). U to vrijeme u Filmu kulminiraju dugogodišnje nesuglasice oko glazbenih ideja i dolazi do raspada originalne postave. Mladen Jurčić odlazi iz sastava i nastavlja svirati s Le Cinema, a kasnije osniva skupinu Vještice, da bi nakon Vještica prešao u sastav Šo!Mazgoon, svirao s Gego & Picigin bend, te oformio grupu Ljetno kino.

### Jura Stublić i Film
Film 1987. godine nastavlja raditi pod imenom Jura Stublić i Film, u postavi Jura Stublić (vokal), Robert Krkač (gitara), Dario Kumerle (bas-gitara), Željko Turčinović (bubnjevi) i Bojan Goričan (klavijature), te iste godine obajvljuju studijski album Sunce sja!. Prateće vokale izvodili su Massimo Savić i Jurica Pađen. U ovom periodu krajem osamdesetih i početkom devedesetih, Stublić često mijenja postave u sastavu. 1989. godine u sastav umjesto Krkača i Turčinovića dolaze gitarist Deni Kožić i bubnjar Davor Vidiš. Iste godine objavljuju album Zemlja sreće, na kojemu kao glazbeni gosti nastupaju Laza Ristovski, Vlatko Stefanovski, Massimo Savić, Branko Bogunović, Davor Rodik i klapa Bonaca. U vrijeme Domovinskog rata, Stublić s Filmom objavljuje album Hrana za golubove, na kojemu se nalaze domoljubne skladbe "Bili cvitak" i "E moj druže beogradski". Postavu Filma tada su činili Jura Stublić (vokal), Mario Zidar (gitara), Vjekoslav Magdalenić (klavijature), Ante Pecotić (bas-gitara) i Goran Rakčević (bubnjevi). 1998. godine okuplja se prva postava Filma (Stublić, Jurčić, Stančić, Pelajić i Novoselić) kako bi nastupili na koncertu pod nazivom 'Zagreb gori'.

## Diskografija

### Albumi
- Novo!Novo!Novo! Još jučer samo na filmu a sada i u vašoj glavi, Helidon, 1981.
- Film u Kulušiću – Live, Jugoton, 1981., mini LP, Koncertna snimka
- Zona sumraka, Jugoton, 1982.
- Sva čuda svijeta, Jugoton, 1983.
- Signali u noći, Jugoton, 1985.
- Sunce sja!, Jugoton, 1987.
- Zemlja sreće, Jugoton, 1989.
- Hrana za golubove, Croatia Records, 1992.
- Greatest hits Vol. 1, Croatia Records, 1994., kompilacija
- Greatest hits Vol. 2, Croatia Records, 1996., kompilacija
- Sve najbolje, Croatia Records, 2001.

### Singlovi
- 1980. - "Kad si mlad" / "Zajedno" (Suzy)
- 1981. - "Zamisli život u ritmu muzike za ples" / "Radio ljubav" (Helidon)
- 1982. 
  1. "Zona sumraka" / "Espana" (Jugoton)
  2. "Pljačka stoljeća" / "Zagreb je hladan grad" (Jugoton)
- 1983.
  1. "Ti zračiš zrake" / "Mi nismo sami" (Jugoton)
  2. "Boje su u nama" / "Istina piše na zidu" (Jugoton)

## Vanjske poveznice
- MySpace stranice Jure Stublića
- Discogs - Diskografija sastava